# Middletown, Maryland
Middletown este un târg (orașel, localitate urbană de ordin doi) în comitatul Frederick, Maryland, Statele Unite ale Americii. Populația a fost 2.668 loc. la recensământul din 2000. Localitatea se află la altitudinea de 172 m deasupra n.m. și se întinde pe o suprafață de 4.4 km 2 Middletown este o comunitate rurală mică, situată în Valea Middletown care se întinde între Munții Catoctin.

## Personalități marcante
- Jay Ashley, actor porno